# Cenacolo di Fuligno
Il Cenacolo di Fuligno est la salle du réfectoire de l'ancien couvent Sant'Onofrio des moines provenant de Foligno, en Ombrie. Devenu musée de Florence, il permet de voir, sur l'un de ses murs, La Cène du Pérugin.
Il fut le lieu du premier musée archéologique de Florence de 1870 à 1880 : dans ses murs furent entreposés des panneaux peints.

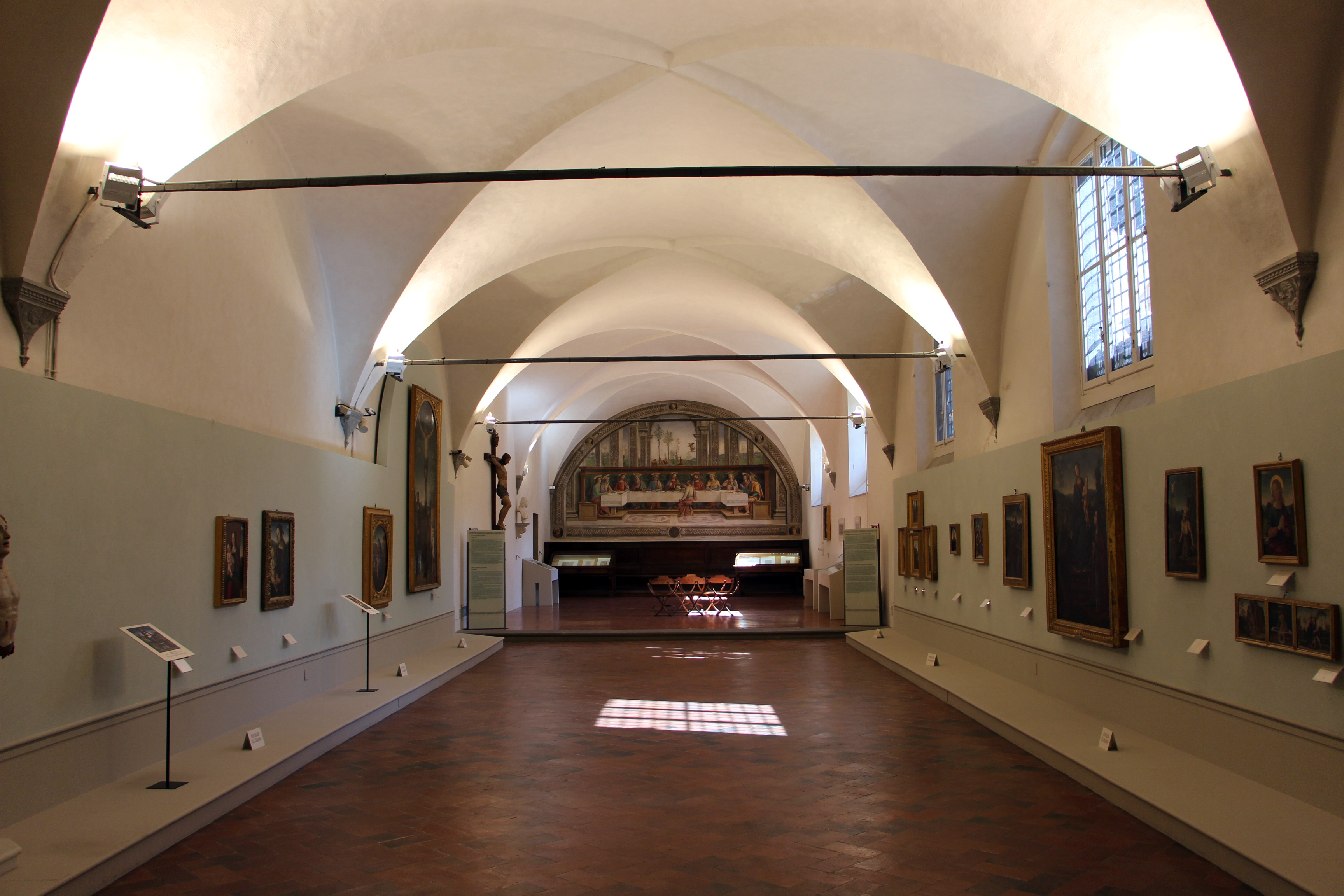
Vue générale du réfectoire.

## Œuvres d'art sacré
Le réfectoire expose La Cène du Pérugin sur le mur du fond, ainsi que d'autres œuvres d'art sacré de peintres florentins dans l'espace muséal et du mobilier liturgique :
- de Lorenzo di Credi :
  - L'Adoration de l'Enfant ;
  - Vierge et saint Jean dolents ;
  - L'Annonciation ;
  - Jésus et la Samaritaine ;
  - Portrait de jeune homme ;
- Vierge à l'Enfant et saint Jean de Franciabigio ;
- Le Mariage mystique de sainte Catherine d'Antonio del Ceraiolo ;
- Vierge à l'Enfant entre saint François et Marie Madeleine attribué à Ridolfo del Ghirlandaio ;
- Vierge à l'Enfant, sainte Élisabeth et saint Jean-Baptiste enfant, école du Pérugin ;
- Fresque des anges et Deux rois mages du Maître d'Apollon et Daphné.

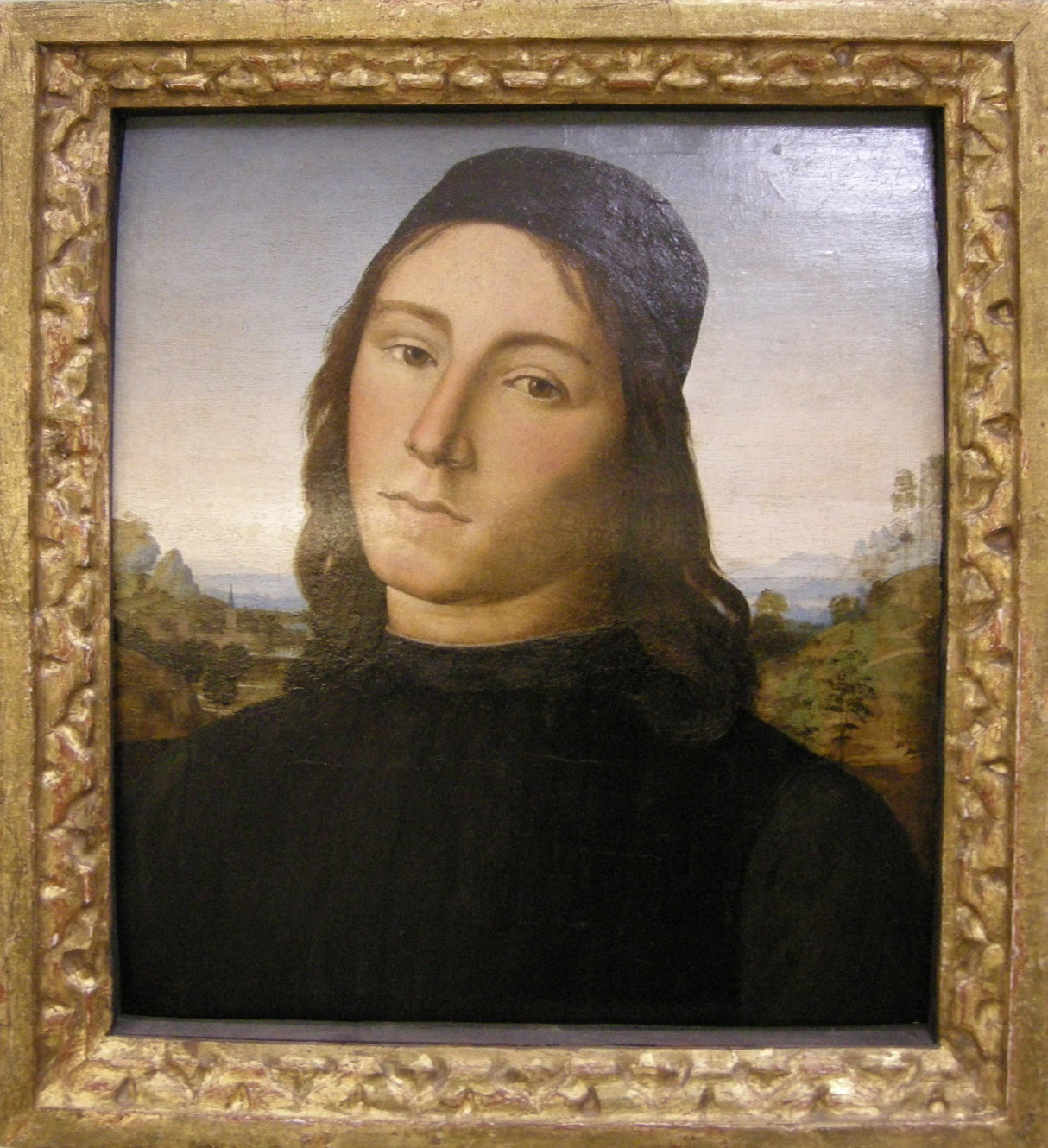
Portrait de jeune homme par Lorenzo di Credi.
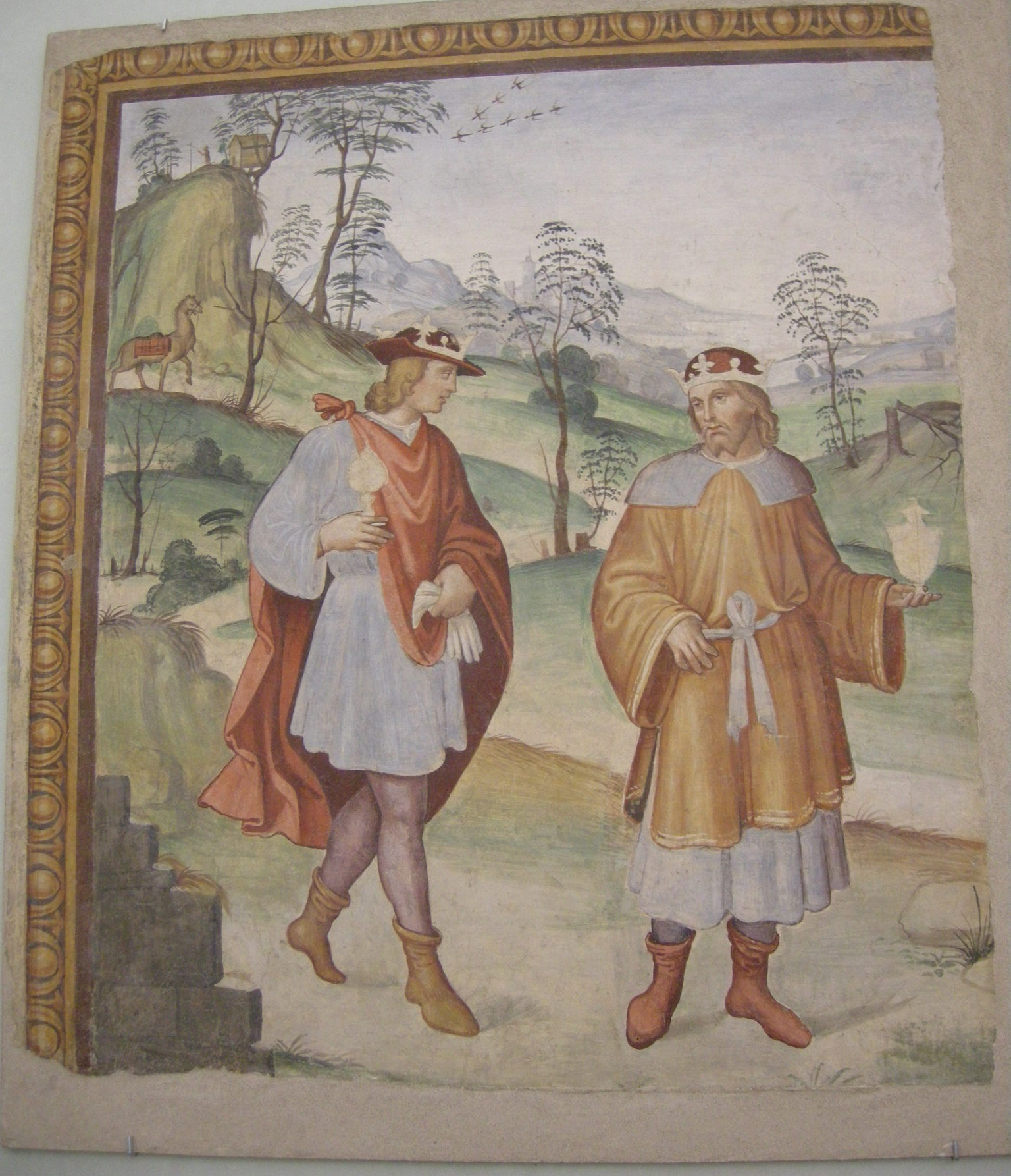
Fresque dudit Maître d'Apollon et Daphné.
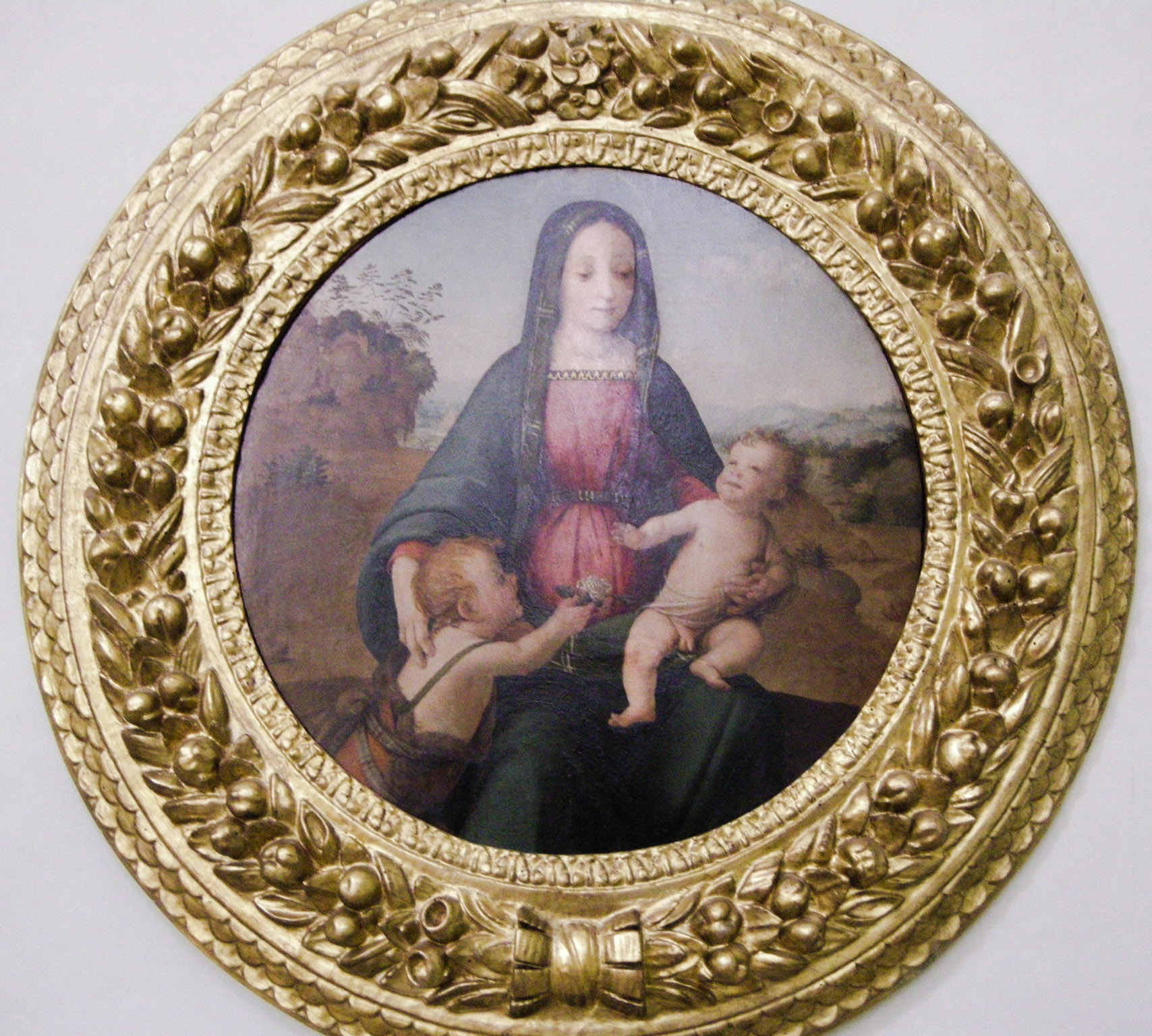
Tondo de Franciabigio.